# Commerce (Oklahoma)
Commerce è una città dell'Oklahoma, Stati Uniti, di 2.645 abitanti.

## Società

### Evoluzione demografica
Al censimento del 2000 la città aveva 2.645 abitanti.
La densità demografica è 3.232,2 persone per miglio quadrato (1,245.4/km) e, all'epoca del censimento del 2000, la composizione razziale di Commerce era la seguente:
- 68.05% bianchi;
- 0.64% afroamericani;
- 13.35% nativi americani;
- 0.19% asiatici;
- 0.11% isolani pacifici;

## Galleria d'immagini

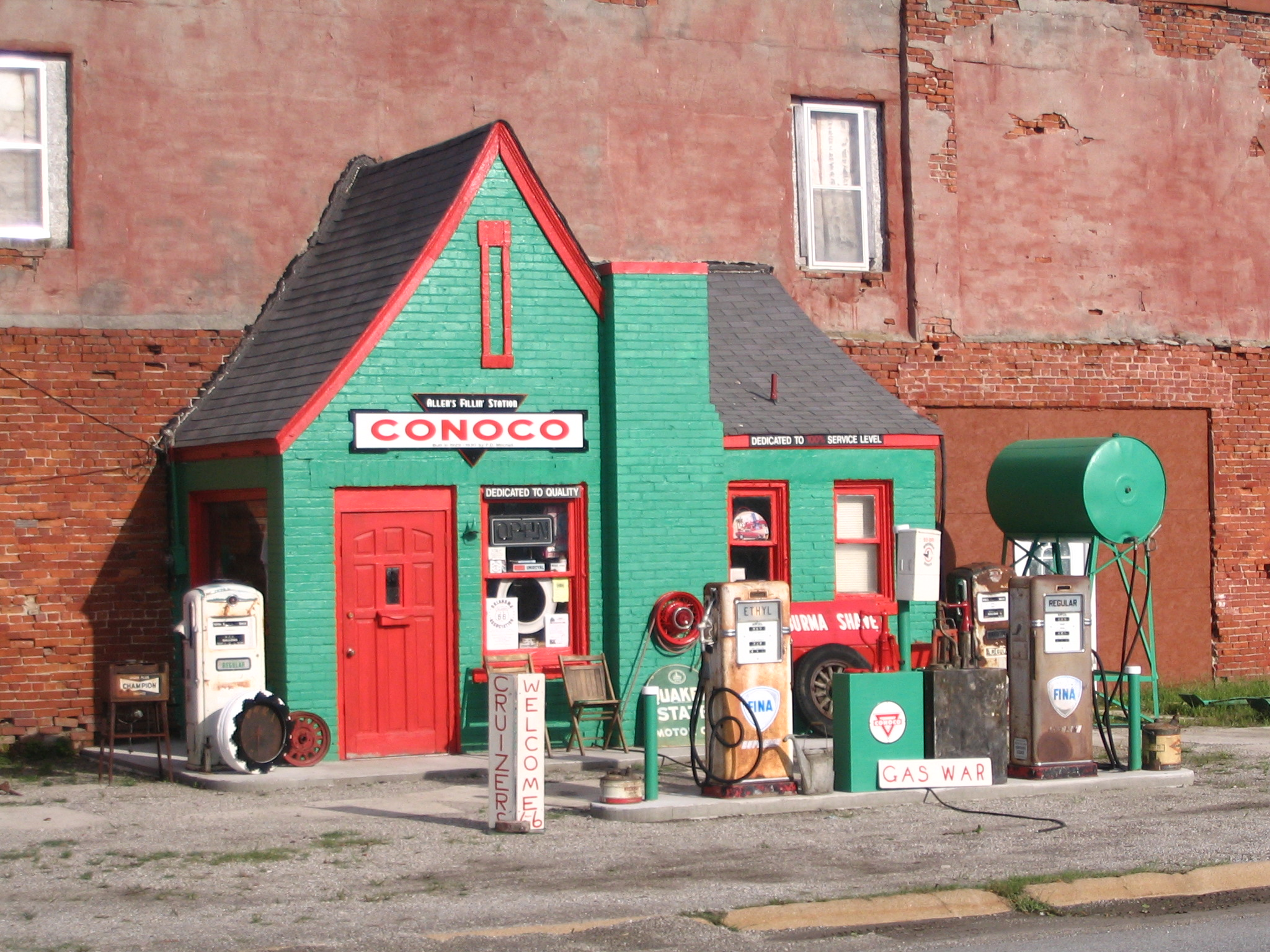
Stazione e Museo Di Conoco
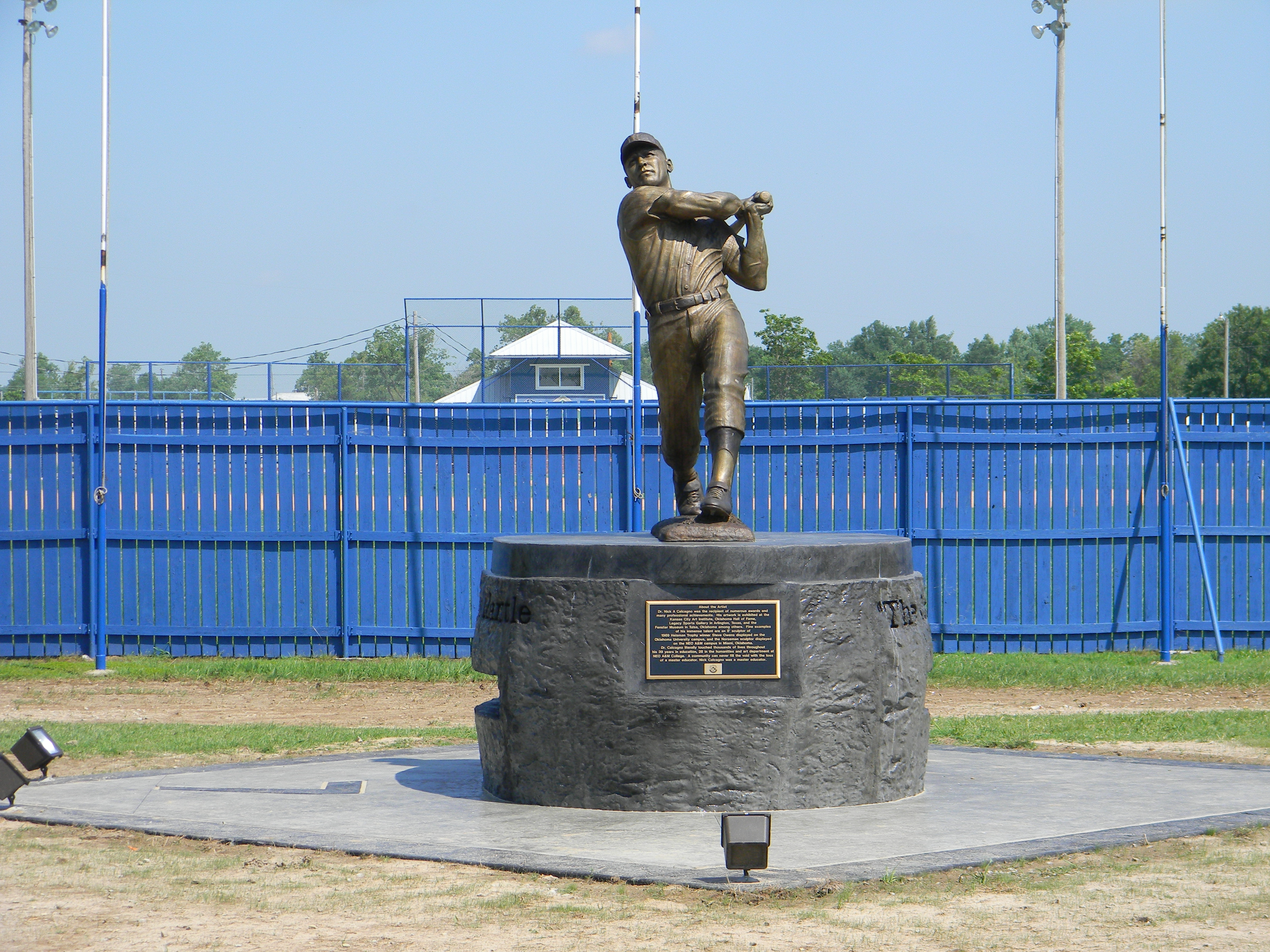
Monumento a Mickey Mantle eretto vicino allo stadio sulla "Mickey Mantle boulevard"